# Gymnemopsis
Gymnemopsis là chi thực vật có hoa trong họ Apocynaceae.